# Rallye Dakar 1990
Navigation
Édition précédente Édition suivante
Le Rallye Dakar 1990 est le 12e Rallye Dakar. Après un prologue à Chevilly et un autre à Marseille, la course prend la direction de l'Afrique et de Tripoli, en Libye. L'arrivée est jugée à Dakar, au Sénégal, comme chaque année depuis la création de l'épreuve en 1979.

## Course moto
Deux ans après sa première victoire dans le rallye, Edi Orioli, sur une moto italienne de la marque Cagiva, remporte pour la deuxième fois Paris-Dakar. Sur le podium, il est accompagné de Carlos Mas (Yamaha) et de son compatriote Alessandro de Petri, lui aussi sur Cagiva.
Stéphane Peterhansel, leader de l'équipe Yamaha, prend la tête du classement général en début d'épreuve mais se retrouve ensuite contraint à l'abandon. Trop faiblement ravitaillé en essence au cours d'une étape où de nombreux pilotes s'étaient perdus, il ne peut rejoindre l'arrivée.

## Course auto
Ari Vatanen, sur une Peugeot 405 Turbo 16, conserve son titre sur le Paris-Dakar et s'impose pour la troisième fois en quatre ans. Le Finlandais, accompagné de son copilote Bruno Berglund, remporte sept étapes et se met à l'abri rapidement.
Il se fait cependant une frayeur en deuxième partie de rallye, endommageant la carrosserie de la Peugeot lors d'un choc avec un arbre. Vatanen perd ce jour-là quarante minutes mais reste en tête du classement général jusqu'à l'arrivée finale à Dakar.
Björn Waldegård et Alain Ambrosino, eux aussi sur Peugeot, complètent le podium et offrent le triplé à la marque française. Peugeot décide toutefois de se retirer après avoir remporté les quatre dernières éditions du Paris-Dakar. La marque reviendra 25 ans plus tard et s'imposera de nouveau en 2016, 2017 et 2018 avec Stéphane Peterhansel et Carlos Sainz.

## Étapes
| Étape | Date             | Départ                   | Arrivée             | Total (km) |
| ----- | ---------------- | ------------------------ | ------------------- | ---------- |
| 1     | 25 décembre      | Paris France             | Chevilly France     |            |
| 2     | 26 décembre      | Chevilly France          | Marseille France    |            |
|       | 27 - 28 décembre | Transport vers l'Afrique |                     |            |
| 3     | 29 décembre      | Trípoli Libye            | Ghadamès Libye      | 539        |
| 4     | 30 décembre      | Ghadamès Libye           | Ghat Libye          | 707        |
| 5     | 31 décembre      | Ghat Libye               | Sebha Libye         | 687        |
| 6     | 1 janvier        | Sebha Libye              | Tummu Libye         | 641        |
| 7     | 2 janvier        | Tummu Libye              | Dirkou Niger        | 504        |
| 8     | 3 janvier        | Dirkou Niger             | Ngourti Niger       | 497        |
| 9     | 4 janvier        | Ngourti Niger            | Yamena Tchad        | 647        |
| 10    | 5 janvier        | Yamena Tchad             | Nguigmi Niger       | 483        |
| 11    | 6 de enero       | Nguigmi Niger            | Agadez Niger        | 780        |
|       | 7 janvier        | Jour de repos            |                     |            |
| 12    | 8 janvier        | Agadez Niger             | Tahoua Niger        | 483        |
| 13    | 9 janvier        | Tahoua Niger             | Niamey Niger        | 431        |
| 14    | 10 janvier       | Niamey Niger             | Gao Mali            | 638        |
| 15    | 11 janvier       | Gao Mali                 | Tombouctou Mali     | 412        |
| 16    | 12 janvier       | Tombouctou Mali          | Néma Mauritanie     | 674        |
| 17    | 13 janvier       | Néma Mauritanie          | Tidjikja Mauritanie | 738        |
| 18    | 14 janvier       | Tidjikja Mauritanie      | Kayes Mali          | 685        |
| 19    | 15 janvier       | Kayes Mali               | Saint-Louis Sénégal | 838        |
| 20    | 16 janvier       | Saint-Louis Sénégal      | Dakar Sénégal       | 227        |

## Classements finaux

### Motos
| Pos. | Pilote                    | Constructeur |
| ---- | ------------------------- | ------------ |
| 1    | Edi Orioli (ITA)          | Cagiva       |
| 2    | Carlos Mas (ESP)          | Yamaha       |
| 3    | Alessandro de Petri (ITA) | Cagiva       |
| 4    | Thierry Magnaldi (FRA)    | Yamaha       |
| 5    | Franco Picco (ITA)        | Yamaha       |
| 6    | Gilles Picard (FRA)       | Yamaha       |
| 7    | Jordi Arcarons (ESP)      | Cagiva       |
| 8    | Luigi Medardo (ITA)       | Gilera       |
| 9    | Gaston Rahier (BEL)       | Suzuki       |
| 10   | Gonzalo Gil Moreno (ESP)  | Yamaha       |

### Autos
| Pos.     | Pilote                   | Copilote                                 | Constructeur |
| -------- | ------------------------ | ---------------------------------------- | ------------ |
| 1        | Ari Vatanen (FIN)        | Bruno Berglund (SWE)                     | Peugeot      |
| 2        | Björn Waldegård (SWE)    | Jean-Claude Morellet (dit Fenouil) (FRA) | Peugeot      |
| 3        | Alain Ambrosino (FRA)    | Alain Baumgartner (FRA)                  | Peugeot      |
| 4        | Andrew Cowan (GBR)       | Christian Delferier (BEL)                | Mitsubishi   |
| 5        | Kenjirō Shinozuka (JPN)  | - Henri Magne                            | Mitsubishi   |
| 6        | Jean-Jacques Ratet (FRA) | Michel Vantouroux (FRA)                  | Toyota       |
| 7        | Jacky Ickx (BEL)         | Christian Tarin (BEL)                    | Lada         |
| 8        | Joan Porcar (ESP)        | Rossend Touriñan (ESP)                   | Nissan       |
| 9        | Raoul Raymondis (FRA)    | Patrick Destaillats (FRA)                | Range Rover  |
| 10       | Hiroshi Masuoka (JPN)    | Jean-Paul Oligo (FRA)                    | Mitsubishi   |
| Source : |                          |                                          |              |

### Camions
Avant 1998, les camions sont intégrés à la catégorie « auto » et ne disposent pas de leur propre classement. En 1990, l'équipage de Giorgio Villa, Giorgio Delfino et Claudio Vinante, premier camion du général, termine 16e de la catégorie « autos / camions ».
| Pos. | Pilote 1        | Pilote 2           | Pilote 3        | Constructeur |
| ---- | --------------- | ------------------ | --------------- | ------------ |
| 1    | Giorgio Villa   | Giorgio Delfino    | Claudio Vinante | Perlini      |
| 2    | Jacques Houssat | Thierry de Saulieu | Danilo Botaro   | Perlini      |
| 3    | Zdeněk Kahánek  | Jiří Havlík        | Jaroslav Krpec  | Tatra        |
| 4    | Karel Loprais   | Radomír Stachura   | Josef Kalina    | Tatra        |